# Japanese Breakfast
Japanese Breakfast, artistnamn för Michelle Zauner, född 29 mars 1989 i Seoul, är en amerikansk sångare och gitarrist. Hon flyttade med sin familj till Eugene, Oregon nio månader gammal där hon senare kom att växa upp. Hon inledde sin musikkarriär i grupperna Post Post och Little Big League innan hon släppte sitt första album Psychopomp i april 2016, vilket gav henne skivkontrakt med Dead Oceans. Hennes andra album, Soft Sounds from Another Planet, gavs ut i juli 2017 och möttes av positiv kritik från tidningar som The A.V. Club och Pitchfork.
Den 20 april gav Zauner ut sin första bok Crying in H Mart: A Memoir på bokförlaget Alfred A. Knopf. Boken debuterade som tvåa på The New York Times lista över facklitterära bästsäljare för veckoslutet 24 april 2021.

## Diskografi

### Studioalbum
- Psychopomp (2016)
- Soft Sounds from Another Planet (2017)
- Jubilee (2021)

### EP
- Japanese Breakfast on Audiotree Live (2016)
- pop songs 2020 (2020)